# Herbécourt
Herbécourt – miejscowość i gmina we Francji, w regionie Hauts-de-France, w departamencie Somma.
Według danych na rok 2011 gminę zamieszkiwało 199 osób, a gęstość zaludnienia wynosiła 44 osoby/km² (wśród 2293 gmin Pikardii Herbécourt plasuje się na 848. miejscu pod względem liczby ludności, natomiast pod względem powierzchni na miejscu 921.).